# Boucardicus curvifolius
Boucardicus curvifolius es una especie de molusco gasterópodo de la familia Cyclophoridae en el orden de los Mesogastropoda.

## Distribución geográfica
Es  endémica de Madagascar.

## Hábitat
Su hábitat natural son: Bosques secos tropicales o subtropicales.

## Estado de conservación
Se encuentra amenazada de extinción por la pérdida de su hábitat natural.